# Tributo a Juan Gabriel
Tributo a Juan Gabriel es el cuadrágesimo quinto álbum del grupo mexicano de banda sinaloense El Recodo de Cruz Lizárraga, fue lanzado el 27 de noviembre de 1996 a través del sello discográfico Fonovisa. Cuenta con la voz de Julio Preciado.
Es un álbum de covers de música de Juan Gabriel grabado previo a su 25 aniversario. «Costumbres», «No me vuelvo a enamorar», «Me nace del corazón» y «No vale la pena» son las canciones más sobresalientes del álbum. El álbum debutó en la lista Regional Mexican Albums de Billboard en la posición 14, y alcanzó el puesto número 4 la semana del 22 de marzo de 1997.

## Lista de canciones
Todas las canciones escritas y compuestas por Juan Gabriel. 
| N.º   | Título                    | Duración |  |
| 1.    | «No vale la pena»         | 2:34     |  |
| 2.    | «Mi fracaso»              | 2:33     |  |
| 3.    | «Costumbres»              | 3:28     |  |
| 4.    | «Caray»                   | 2:11     |  |
| 5.    | «Tengo que olvidar»       | 3:15     |  |
| 6.    | «No me vuelvo a enamorar» | 2:47     |  |
| 7.    | «Siempre en mi mente»     | 2:40     |  |
| 8.    | «Se me olvidó otra vez»   | 2:56     |  |
| 9.    | «Me nace el corazón»      | 2:17     |  |
| 10.   | «Lágrimas y lluvia»       | 4:08     |  |
| 29:52 |                           |          |  |